# Grzegorz Pieńkowski
Grzegorz Stefan Pieńkowski (ur. 11 maja 1953 w Poznaniu, zm. 19 kwietnia 2023 w Warszawie) – polski geolog, profesor nauk o Ziemi, Konsul Generalny RP w Sydney (1991–1996).

## Życiorys

### Kariera naukowa
Ukończył z wyróżnieniem Wydziału Geologii Uniwersytetu Warszawskiego (1976). W latach 1978–1980 odbył tam studia doktoranckie i w 1982 uzyskał stopień doktora nauk przyrodniczych na podstawie rozprawy dotyczącej utworów hettangu i synemuru północnego obrzeżenia Gór Świętokrzyskich napisanej pod kierunkiem Piotra Roniewicza. Habilitację otrzymał w 2002 na Wydziale Biologii i Nauk o Ziemi Uniwersytetu Jagiellońskiego na podstawie rozprawy Dolna jura epikontynentalna w Polsce. Od 1982 adiunkt, od 2005 docent, od 2010 profesor nadzwyczajny w Państwowym Instytucie Geologicznym (PIG). W latach 1984–1987 kilkakrotnie przebywał na uniwersytetach w Sztokholmie i Lund jako profesor wizytujący w ramach projektu badawczego finansowanego przez Narodowy Fundusz Badawczy Szwecji. Członek Rady Naukowej PIG w latach 2006–2008. Członek rad redakcyjnych Przeglądu Geologicznego i Geological Quarterly (2008–2012). Współredaktor Volumina Jurassica. 8 listopada 2013 otrzymał nominację na profesora nauk o Ziemi.

### Dziedziny badań
Specjalizuje się w stratygrafii, sedymentologii oraz paleoekologii. Zajmował się badaniami Paleogenu (Podhale), jury i kredy (Pieniny), czerwonego spągowca (województwo lubuskie), oksfordu i kimerydu (wschodnie obrzeżenie Gór Świętokrzyskich), górnego permu i dolnego triasu epikontynentalnego w Polsce, górnym triasem (województwo opolskie), epikontynentalnymi utworami dolnej jury w Polsce, Szwecji i Rumunii (sedymentologia, stratygrafia sekwencyjna, paleoekologia i chemostratygrafia). Zajmuje się ichnologią, początkowo w utworach morskich, potem lądowych (tropy i gniazda dinozaurów). Opracował korelację stratygraficzno-sekwencyjną utworów hetangu i synemuru Polski i Szwecji, zweryfikowaną potem metodami chemostratygraficznymi. Badania dolnej jury znajdują zastosowanie w projektach magazynowania gazu ziemnego, sekwestracji dwutlenku węgla oraz poszukiwaniach złóż surowców ilastych.

### Przebieg pracy zawodowej
W 1980 podjął pracę w Państwowym Instytucie Geologicznym. W latach 1988–1990 kierował pracownią w Zakładzie Złóż Ropy i Gazu. Od 1991 do 1996 pełnił funkcję Konsula Generalnego RP w Sydney. W 1998 powrócił do pracy naukowej w PIG. W latach 1998–1999 był doradcą w gabinecie politycznym Ministra Środowiska. Zaangażował się w tworzenie nowelizacji prawa geologicznego i górniczego. W pracy naukowej kontynuował badania w zakresie zintegrowanej stratygrafii i sedymentologii dolnej jury. W latach 2000–2001 kierował Muzeum Geologicznym. Był autorem koncepcji geoparku Doliny Kamiennej. W latach 2008–2011 był zastępcą dyrektora PIG ds. naukowych oraz sekretarzem naukowym Instytutu, od 2012 do połowy 2013 sekretarzem naukowym i kierownikiem programu Zmiany klimatu i środowiska, od lipca 2013 do ok. 2017 zastępcą dyrektora ds. współpracy i promocji. Opublikował 124 prace, w tym 7 monografii, 2 arkusze map i 15 publikacji w czasopismach z listy ISI. W 2009 został Dyrektorem Górniczym I stopnia. 

### Funkcje pełnione w krajowych i międzynarodowych organizacjach
Grzegorz Pieńkowski był członkiem licznych gremiów naukowych, m.in. komitetu Kongresu Jurajskiego w 2006 i Kongresu Ichnia w 2008, komitetu naukowego Kongresu Jurajskiego w Chinach w 2010, Kongresu Jurajskiego w Indiach w 2013. Od kwietnia 2005 do stycznia 2007 był kierownikiem projektu NATO-SPS dotyczącego magazynowania węglowodorów w strukturach solnych i proekologicznego wykorzystania uzyskiwanej solanki. Był członkiem Prymasowskiej Rady Społecznej w latach 1986–1990.

### Życie prywatne
Pochowany na Cmentarzu Wojskowym na Powązkach.

## Nagrody i wyróżnienia
Został uhonorowany m.in. Odznaką Primus Inter Pares (1975), Nagrodą Rektora Uniwersytetu Warszawskiego II stopnia za publikację naukową (1978), Nagrodą Rektora Uniwersytetu Warszawskiego II Stopnia, Odznaką Honorową Ministra Środowiska Zasłużony dla polskiej geologii (2005), Nagrodą Ministra Środowiska za szczególne osiągnięcia w dziedzinie geologii (2008) oraz kilkoma nagrodami dyrektora PIG, Krzyżem Stowarzyszenia Polskich Kombatantów (1996). W 2015 odznaczony Krzyżem Wolności i Solidarności, w 2020 Medalem Stulecia Odzyskania Niepodległości. W 2022 otrzymał Złoty Krzyż Zasługi.